# Ляйссіген
Ляйссіген (нім. Leissigen) — громада  в Швейцарії в кантоні Берн, адміністративний округ Інтерлакен-Обергаслі.

## Географія
Громада розташована на відстані близько 45 км на південний схід від Берна.
Ляйссіген має площу 10,4 км², з яких на 5,8% дозволяється будівництво (житлове та будівництво доріг), 31,2% використовуються в сільськогосподарських цілях, 52,1% зайнято лісами, 11% не є продуктивними (річки, льодовики або гори).

## Демографія
2019 року в громаді мешкало 1148 осіб (+22,5% порівняно з 2010 роком), іноземців було 11,6%. Густота населення становила 111 осіб/км².
За віковим діапазоном населення розподілялося таким чином: 19,9% — особи молодші 20 років, 59,8% — особи у віці 20—64 років, 20,2% — особи у віці 65 років та старші. Було 515 помешкань (у середньому 2,2 особи в помешканні).
Із загальної кількості 252 працюючих 22 було зайнятих в первинному секторі, 60 — в обробній промисловості, 170 — в галузі послуг.